# Сеа Оттерс Классик (женская)
Сеа Оттерс Классик (англ. Sea Otter Classic) — шоссейная многодневная велогонка, проходившая по территории США с 1998 по 2013 год. Являлась одной из гонок велосипедного фестиваля Сеа Оттерс Классик.

## История
Гонка была создана в 1998 году. Со следующего 1999 года вошла в Женский мировой шоссейный календарь UCI.
В 2002 году гонка прошла на национальном уровне из-за проводимого в рамках велофестиваля Sea Otter уникального многодневного соревнования Iron Otter. В нём гонщики должны были принять участие в восьми шоссейных и МТБ гонках. По регламенту UCI в шоссейных гонках, входящих в календарь UCI, гонщики имеют право выступать в составе зарегистрированной в UCI команды или национальной сборной, тогда как многие участники Iron Otter этому критерию не соответствовали. Проведение на национальном уровне позволило провести шоссейные гонки одновременно как отдельную многодневку, так и в зачёт Iron Otter.
Проведя три следующих года снова в мировом календаре, в 2006 году гонка опять вернулась на национальный уровень и стала однодневной. В 2007 году была по ходу гонки была остановлена из-за сильного дождя.
С 2008 по 2009 год не проводилась. Вместо этого проходили однодневные критериумы и кольцевые гонки. В 2010 году многодневная гонка была восстановлена на национальном уровене. Просуществовав три года, с 2014 снова вернулась к формату однодневных критериумов и кольцевых гонок.
Маршрут гонки проходил в окрестностях Монтерея штата Калифорния. Он состоял из индивидуальной гонки и двух или трёх групповых этапов. Дистанция индивидуальной гонки и минимум одной групповой гонки проходила через автодром Лагуна Сека в обратном направлении — гонщицы преодолевали связку поворотов «Штопор» в подъём.
Рекордсменами с двумя победами стали канадка Лин Бессетт, австралийка Анна Уилсон (Миллуорд) и американка Кристин Армстронг.

поворот «Штопор»
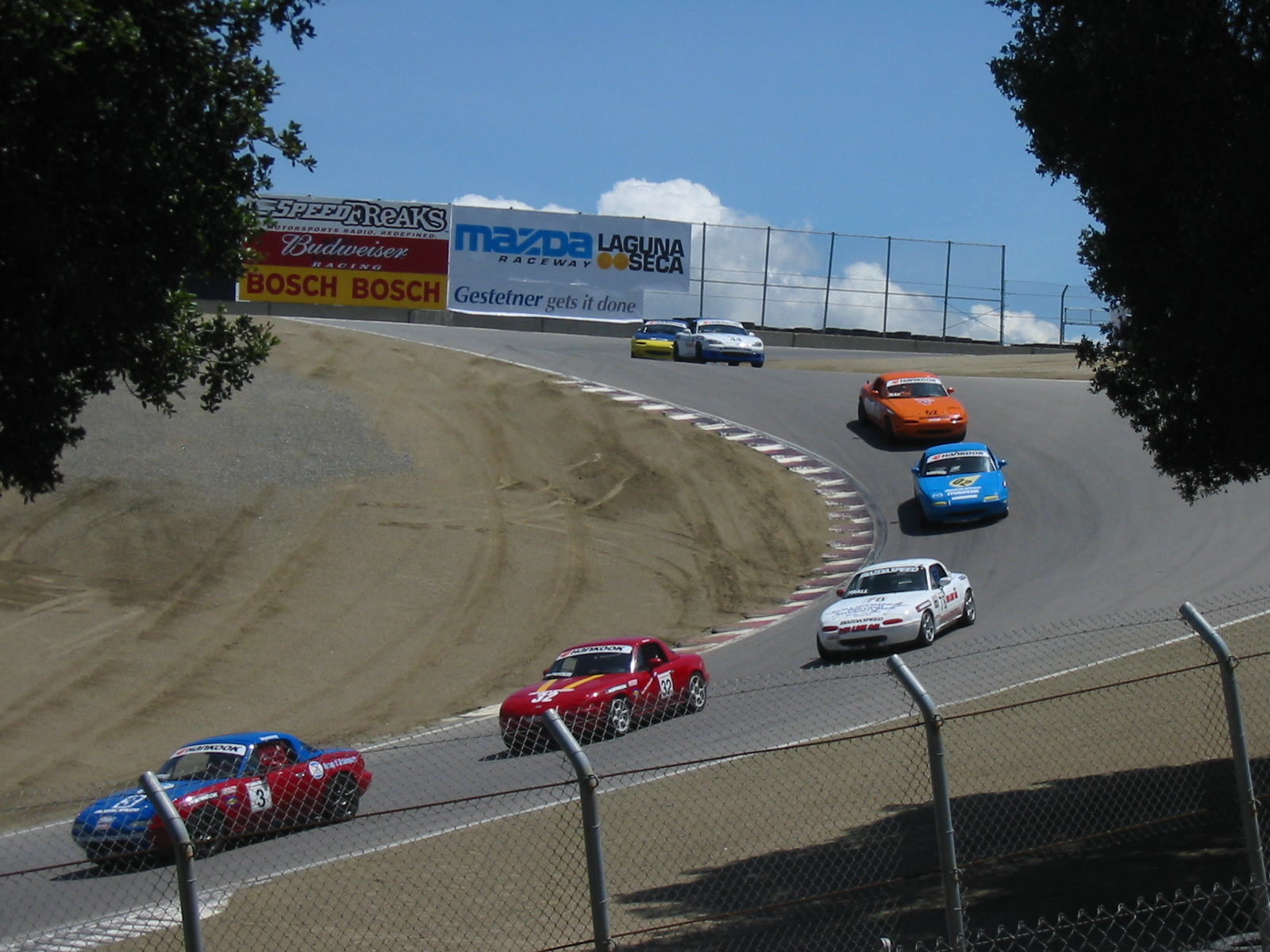
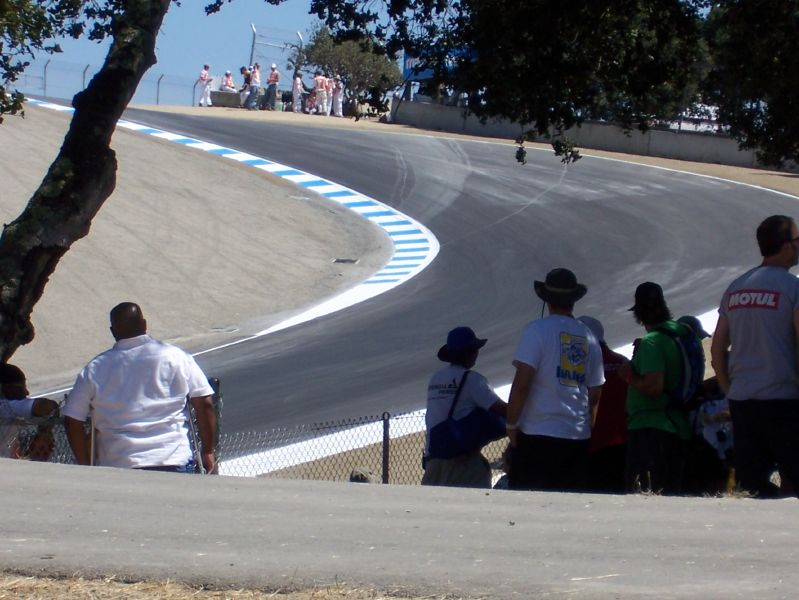
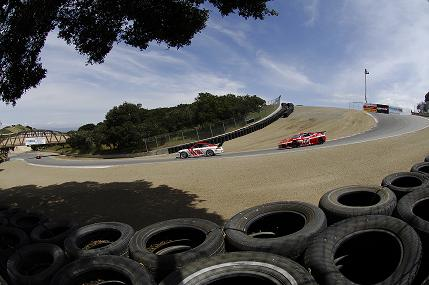

## Призёры
| Год  | Победитель        | Второй            | Третий            |
| ---- | ----------------- | ----------------- | ----------------- |
| 1998 | Клара Хьюз        | Карен Куррек      | Мари Хёльер       |
| 1999 | Анна Уилсон       | Лин Бессетт       | Эмили Роббинс     |
| 2000 | Петра Росснер     | Мари Холден       | Элизабет Эмери    |
| 2001 | Анна Миллуорд     | Кимберли Брикнер  | Кимберли Андерсон |
| 2002 | Лин Бессетт       | Кимберли Брикнер  | Сью Палмер-Комар  |
| 2003 | Женевьева Жансон  | Лин Бессетт       | Манон Ютрас       |
| 2004 | Лин Бессетт       | Кристин Армстронг | Кристин Торберн   |
| 2005 | Кристин Армстронг | Тина Пик          | Кристин Торберн   |
| 2006 | Тина Пик          | Лорен Франгеш     | Дотси Бауш        |
| 2011 | Кристин Армстронг | Джейд Уилкоксон   | Флавия Оливейра   |
| 2012 | Элисон Пауэрз     | Оливия Диллон     | Джессика Катлер   |
| 2013 | Жаклин Кроуэлл    | Флавия Оливейра   | Джейд Уилкоксон   |